# Acalypha irazuensis
Acalypha irazuensis é uma espécie de flor do gênero Acalypha, pertencente à família Euphorbiaceae.